# Cepães
Cepães era una freguesia portuguesa del municipio de Fafe, distrito de Braga.

## Historia
Hasta las reformas liberales del siglo XIX, Cepães fue cabecera de una honra, versión portuguesa del señorío. La honra quedó suprimida por Decreto de 6 de noviembre de 1836, integrándose desde entonces Cepães en el municipio de Fafe.
Fue suprimida el 28 de enero de 2013, en aplicación de una resolución de la Asamblea de la República portuguesa promulgada el 16 de enero de 2013 al unirse con la freguesia de Fareja, formando la nueva freguesia de Cepães e Fareja.